# Bitwa o Rzeszów (1939)
Bitwa o Rzeszów – starcie zbrojne mające miejsce w dniach 8–10 września 1939 między oddziałami Wojska Polskiego a wojskami niemieckimi, zakończone zdobyciem Rzeszowa przez Niemców.
W wyniku porażki Armii Kraków i Armii Karpaty w trakcie trwającej agresji III Rzeszy na Polskę, przed wojskami niemiecki otworzyła się m.in. możliwość zdobycia Rzeszowa i uchwycenia przepraw na rzece San. Obronę Rzeszowa powierzono 10 brygadzie pancerno-motorowej dowodzonej przez płk Stanisława Maczka. Zajęła ona pozycje na zachodnich przedpolach miasta. Po walkach, które miały miejsce 8 września 1939 wojska polskie pod osłoną nocy wycofały się na linię rzeki Wisłok. Następnego dnia Niemcy kontynuowali ataki, zajęli Rzeszów, do walk doszło m.in. w rejonie Łańcuta i pod Albigową. Walki przeciw wojskom niemieckim toczył pod Albigową Dywizjon Rozpoznawczy 10 Brygady Kawalerii dowodzony przez mjra Ksawerego Święcickiego oraz kompania czołgów rozpoznawczych dowodzona przez por. Ziemskiego. Oba pododdziały należały do 10 brygady pancerno-motorowej. Brygada w obawie przed okrążeniem nocą z 9 na 10 września dokonała odwrotu za rzekę San.  